# Governador de Califòrnia
El Governador de Califòrnia és el cap de l'administració governamental de l'estat de Califòrnia. Les seves principals responsabilitats són donar el Discurs de L'estat de l'Estat a la legislatura de Califòrnia, elaborar el pressupost, i assegurar-se que les lleis de l'estat es facin complir.
A més el Governador de Califòrnia és el Comandant en Cap constitucional de la Milícia Estatal, és a dir, cap de la Guàrdia Nacional de Califòrnia (part del sistema de la Guàrdia Nacional dels Estats Units).
El càrrec de Governador de Califòrnia va ser creat el 1849, un any abans que Califòrnia es convertís en un estat dels Estats Units d'Amèrica.

## Governadors espanyols de Califòrnia
| Nom                                  | Inici del mandat | Fi del mandat |
| Gaspar de Portolà                    | 1769             | 1770          |
| Pere Fages i Beleta                  | 1770             | 1774          |
| Fernando Rivera y Moncada            | 1774             | 1777          |
| Felipe de Neve                       | 1777             | 1782          |
| Pere Fages i Beleta                  | 1782             | 1791          |
| José Antonio Roméu                   | 1791             | 1792          |
| José Joaquín de Arrillaga (interino) | 1792             | 1794          |
| Diego de Borica                      | 1794             | 1800          |
| Pedro de Alberni (interí)            | 1794             | 1800          |
| José Joaquín de Arrillaga            | 1804             | 1814          |
| José Darío Argüello (interí)         | 1814             | 1815          |
| Pablo Vincente de Solá               | 1815             | 1822          |

## Governadors mexicans de Califòrnia
| Nom                                                                    | Inici del mandat | Fi del mandat |
| Luis Antonio Argüello                                                  | 1822             | 1825          |
| José María de Echeandía                                                | 1825             | 1831          |
| Manuel Victoria                                                        | 1831             | 1832          |
| Pío Pico                                                               | 1832             | 1832          |
| Agustín V. Zamorano (en el nord) y José María de Echeandía (en el sur) | 1832             | 1833          |
| José Figueroa                                                          | 1833             | 1835          |
| José Castro (interí)                                                   | 1835             | 1835          |
| Nicolás Gutiérrez (interí)                                             | 1836             | 1836          |
| Mariano Chico                                                          | 1836             | 1836          |
| Nicolás Gutiérrez (interí)                                             | 1836             | 1836          |
| Juan Bautista Alvarado                                                 | 1836             | 1837          |
| Carlos Antonio Carillo                                                 | 1837             | 1838          |
| Juan Bautista Alvarado                                                 | 1838             | 1842          |
| Manuel Micheltorena                                                    | 1842             | 1845          |
| Pío Pico                                                               | 1845             | 1846          |
| José María Flores                                                      | 1846             | 1847          |
| Andrés Pico                                                            | 1847             | 1847          |
| Pío Pico                                                               | 1848             | 1848          |

## Governadors estatunidencs de Califòrnia
| #  | Nom                            | Inici del mandat | Fi del mandat | Partit       |
| 1  | Peter Hardeman Burnett         | 1849             | 1851          | Demòcrata    |
| 2  | John McDougall                 | 1851             | 1852          | Demòcrata    |
| 3  | John Bigler                    | 1852             | 1856          | Demòcrata    |
| 4  | John Neeley Johnson            | 1856             | 1858          | Know Nothing |
| 5  | John B. Weller                 | 1858             | 1860          | Demòcrata    |
| 6  | Milton Slocum Latham           | 1860             | 1860          | Demòcrata    |
| 7  | John Gately Downey             | 1860             | 1862          | Demòcrata    |
| 8  | Amasa Leland Stanford          | 1862             | 1863          | Republicà    |
| 9  | Frederick Ferdinand Low        | 1863             | 1867          | Republicà    |
| 10 | Henry Huntly Haight            | 1867             | 1871          | Demòcrata    |
| 11 | Newton Booth                   | 1871             | 1875          | Republicà    |
| 12 | Romualdo Pacheco (temporal)    | 1875             | 1875          | Republicà    |
| 13 | William Irwin                  | 1875             | 1880          | Demòcrata    |
| 14 | George Clement Perkins         | 1880             | 1883          | Republicà    |
| 15 | George Stoneman                | 1883             | 1887          | Republicà    |
| 16 | Washington Montgomery Bartlett | 1887             | 1887          | Demòcrata    |
| 17 | Robert Whitney Waterman        | 1887             | 1891          | Republicà    |
| 18 | Henry Harrison Markham         | 1891             | 1895          | Republicà    |
| 19 | James Herbert Budd             | 1895             | 1899          | Demòcrata    |
| 20 | Henry Tifft Gage               | 1899             | 1903          | Republicà    |
| 21 | George Cooper Pardee           | 1903             | 1907          | Republicà    |
| 22 | James Norris Gillett           | 1907             | 1911          | Republicà    |
| 23 | Hiram Warren Johnson           | 1911             | 1917          | Republicà    |
| 24 | William Dennison Stephens      | 1917             | 1923          | Republicà    |
| 25 | Friend William Richardson      | 1923             | 1927          | Republicà    |
| 26 | Clement Calhoun Young          | 1927             | 1931          | Republicà    |
| 27 | James Rolph Jr.                | 1931             | 1934          | Republicà    |
| 28 | Frank Finley Merriam           | 1934             | 1939          | Republicà    |
| 29 | Culbert Levy Olson             | 1939             | 1943          | Demòcrata    |
| 30 | Earl Warren                    | 1943             | 1953          | Republicà    |
| 31 | Goodwin Jess Knight            | 1953             | 1959          | Republicà    |
| 32 | Edmund Gerald "Pat" Brown Sr.  | 1959             | 1967          | Demòcrata    |
| 33 | Ronald Wilson Reagan           | 1967             | 1975          | Republicà    |
| 34 | Jerry Brown                    | 1975             | 1983          | Demòcrata    |
| 35 | Courken George Deukmejian Jr.  | 1983             | 1991          | Republicà    |
| 36 | Peter Barton Wilson            | 1991             | 1999          | Republicà    |
| 37 | Joseph Graham "Gray" Davis Jr. | 1999             | 2003          | Demòcrata    |
| 38 | Arnold Alois Schwarzenegger    | 2003             | 2011          | Republicà    |
| 39 | Jerry Brown                    | 2011             | 2019          | Demòcrata    |
| 40 | Gavin Newsom                   | 2019             | present       | Demòcrata    |

## Ex-governadors vius

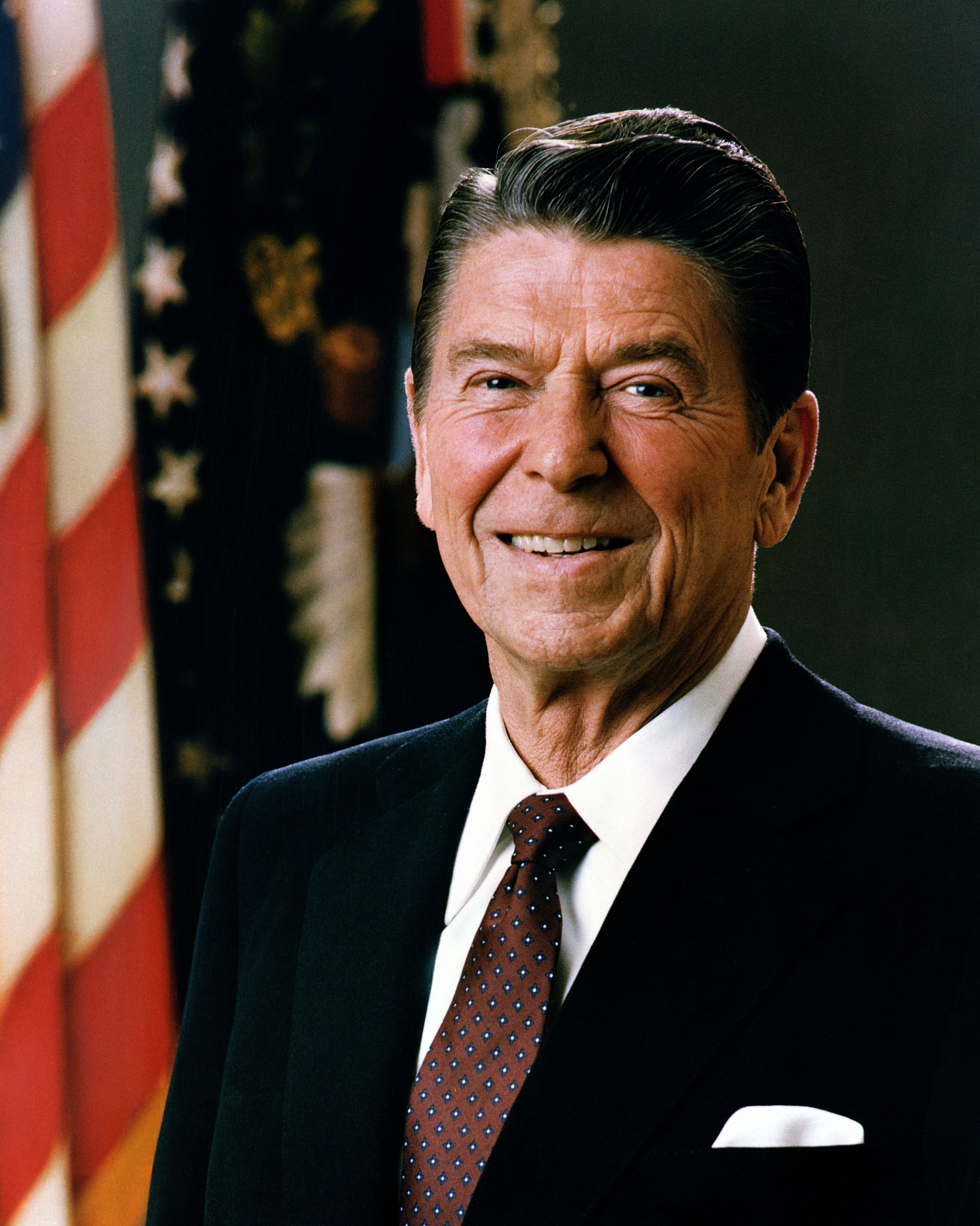
Ronald Reagan, 33è Governador de California i 40è president dels EUA

A partir del gener de 2011, hi ha cinc ex governadors amb vida de Califòrnia. El governador més recent a morir va ser Ronald Reagan (1967-1975), el 5 de juny de 2004.
| Governador            | Mandat    | Naixement              |
| --------------------- | --------- | ---------------------- |
| Jerry Brown           | 1975–1983 | 7 d'abril de 1938      |
| George Deukmejian     | 1983–1991 | 23 d'agost de 1933     |
| Pete Wilson           | 1991–1999 | 23 d'agost de 1933     |
| Gray Davis            | 1999–2003 | 26 de desembre de 1942 |
| Arnold Schwarzenegger | 2003–2011 | 30 de juliol de 1947   |